# Typ 98 (Stielhandgranate)
Die Typ 98 Stielhandgranate (japanisch 九八式柄付手榴弾 Kyūhachi-shiki Etsuki Teryūdan) war eine Handgranate des Kaiserlich Japanischen Heeres während des Zweiten Chinesisch-Japanischen Krieges und des Zweiten Weltkriegs, die
1938 (Jahr 2598 nach dem Kōki-Kalender, daher die Jahreszahl der Benennung) eingeführt und bis 1945 bei den Landstreitkräften verwendet wurde.

## Geschichte
Mit dem Beginn des Russisch-Japanischen Krieges 1904 begann auch für Japan die Zeit des industrialisierten Schützengrabenkriegs. Entsprechend gab es einen Bedarf an Waffen, die auf kurze Distanz gegen feindliche Stellungen eingesetzt werden konnte. Zunächst kamen improvisierte Sprengkörper zum Einsatz. Nach Ende des Krieges 1905 wurde neben anderen, damals modernen Waffen auch eine spezielle Handgranate neu entwickelt. Diese war oben u-förmig mit dem Zündkanal in der Mitte. In diesem war ein 8 Sekunden brennender Schwarzpulver-Zeitzünder eingelassen, der über einen wie ein Streichholz funktionierenden Reibezünder ausgelöst wurde. Dazu war in der Abdeckung des Zündkanals eine Reibfläche eingebaut. Nach unten hin lief die Granate konisch zu und endete in einer Verlängerung mit einem Außengewinde. An dem Gewinde wurden mehrere Baumwollseile oder ein Baumwolltuch befestigt. Beim Werfen dienten diese als Handgriff und während des Fluges stabilisierten sie die Flugbahn ähnlich wie ein fester Stiel. Die Sprengladung bestand aus 40 g Schwarzpulver. Diese Granaten wurden im Jahr 1907 (Jahr 40 der Herrschaft des Meiji-Kaisers) als Typ Meiji 40 Handgranaten offiziell eingeführt. Im Heer wurde sie auch als urnen- oder glasförmige Handgranaten, später schlicht als Handgranaten bezeichnet.
Während der Taisho-Ära ab 1912 kam es zu mehreren Verbesserungen, die vor allem die Transport- und Auslösesicherheit betrafen. Zudem wurde das Schießpulver der Sprengladung durch Trinitrotoluol ersetzt und an Stelle der Baumwollseile wurde vermehrt auf Hanfseile und Strohbündel zurückgegriffen. Insgesamt wurden bis 1930 drei verschiedene Verbesserungen offiziell eingeführt und neben der nach westlichem Muster ausgelegten Typ Taisho 10 Multifunktions-Handgranate in China und der Mandschurei verwendet.

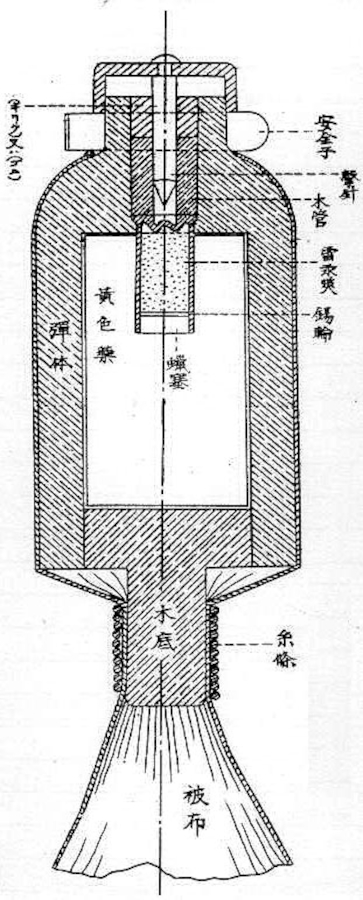
Typ Meiji 40 Handgranate
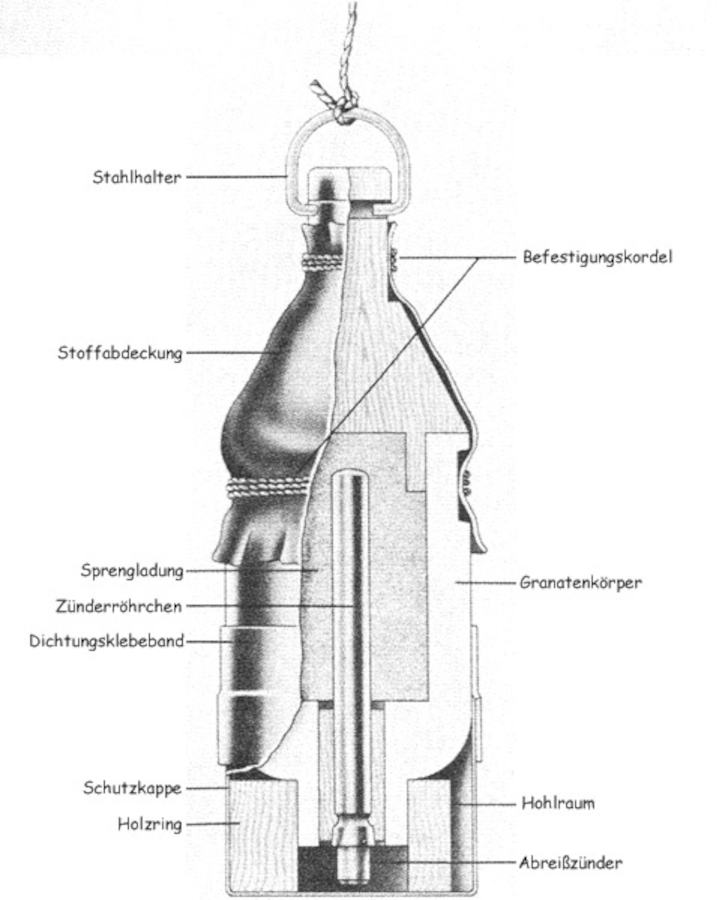
Schnittskizze der dritten modifizierten Version

## Entwicklung
1936/37 erbeutete das Heer dann größere Mengen der deutschen Stielhandgranate 24 von den nationalchinesischen Truppen. Da diese mit dem festen Stiel noch besser handhabbar waren als die Handgranaten mit den Wurfseilen wurde dann 1937 entschieden, die Stielgranate an die Größenverhältnisse japanischer Soldaten anzupassen und mit einigen weiteren Änderungen in Serie zu fertigen. Die offizielle Einführung konnte 1938 erfolgen.

## Technik
Der Granatkörper bestand aus zwei Teilen:
- Holzstiel
- stählerner Sprengtopf

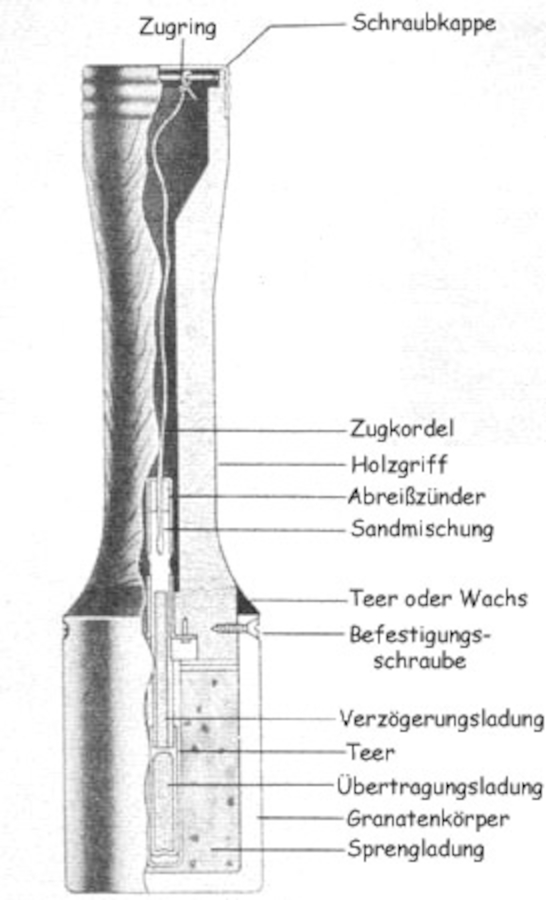
Schnittskizze der Typ-98-Stielhandgranate, Version A

Bei Beginn der Produktion wurde neben dem zylindrischen Sprengtopf auch der Sprengtopf der letzten Version der vorhergehenden Handgranate mit Wurfseilen verwendet. Erste Version erhielt zusätzlich die Bezeichnung Version A, zweitere wurde Version B benannt.
Der Holzstiel war 120 mm lang und innen hohl. Unten war ein Schraubgewinde für die Zünderschutzkappe eingearbeitet. Der Mittelteil war ergonomisch an die natürliche Handform beim Greifen angepasst. Der obere Teil war zylindrisch, um den Topf aufsetzen zu können. Im Stiel war ein Abreißanzünder mit dem Reibekopf an einer Schnur eingebaut. Am Ende der Schnur war unten ein Metallring befestigt, der bei offener Zünderschutzkappe aus dem Stiel heraushing. Im oberen Teil des Stiels war der aus Schwarzpulver bestehende, 4,5 s lang brennende Zeitzünder eingesetzt.
Der Sprengtopf war bei der Version A zylindrisch und mit 80 mm etwas länger als bei der deutschen Handgranate. Zudem war er deutlich dickwandiger, um eine bessere Splitterwirkung zu erhalten. Anders als die Stielhandgranate 24 war die japanische Version daher eine Splittergranate. Als Sprengsatz dienten 78 g Pikrinsäure, was eine Schutzschicht gegen Korrosion im Inneren des Sprengtopfs nötig machte. Dies wurde durch eine Lackschicht sowie eine Wachspapiereinlage erreicht.
Version B der Granate verwendete zur Produktionsbeschleunigung den Sprengtopf der letzten Version der vorhergehenden Handgranate mit Wurfseilen. Dieser war oben abgerundet und besaß in der Mitte noch den Schacht für den Zünder der Vorgängerhandgranate. Dieser wurde durch einen Stopfen mit Teerversiegelung verschlossen. Die Übertragungsladung wurde nach unten verlegt.
Beim Zusammenbau wurde bei beiden Versionen der Sprengkopf zunächst mit der Pikrinsäure befüllt und dann die Übertragungsladung eingesetzt. Nach Einsetzen des Stiels in den Kopf wurde dieser mit zwei an gegenüberliegenden Seiten liegenden Schrauben befestigt. Die Zündladung grenzte dann direkt an die Übertragungsladung. Zuletzt wurde der Übergang zwischen Stiel und Kopf mit Teer oder Wachs wasserdicht verschlossen.
Beim Herausziehen der Schnur und des Reibekopfs aus dem Stiel entstand an den mit Glassand versehenen Reibeflächen um den Kopf herum Funken. Diese lösten den Zeitzünder aus. Kurz vor seinem Ausbrennen zündete dieser dann die Übertragungsladung, welche die eigentliche Sprengladung zur Detonation brachte.

## Produktion und Einsatz
Die Produktion konnte sehr schnell hochgefahren werden. So wurden allein 1938 noch knapp 96.000 Stück gefertigt, die meisten davon Version B. Zunächst wurden die Granaten an Truppen in Nordchina und in der Mandschurei geliefert. Dort bewährten sich die Granaten. Zwar war die Produktion im Vergleich zu den zeitgleich verwendeten Multifunktions-Handgranaten der Typen 97 und 99 wegen des Holzstiels aufwändiger. Dafür wurde weniger Stahl benötigt, da weder ein Zünderaufsatz noch der Treibsatz und die Finnen für die Verwendung in den Typ 89 5 cm Granatwerfern beziehungsweise mit den Typ 91 Gewehrgranatwerfern benötigt wurden. Nach Verbrauch der vorhandenen Granatköpfe der Version B wurde nur noch Version A gebaut.
Im Verlauf des späteren Pazifikkrieges konnte die Produktion weiter gesteigert werden, so dass ab 1943 viele Handgranaten für die Abwehr der immer wahrscheinlich werdenden Invasion der Alliierten auf den Heimatinseln eingelagert werden konnten. Genaue Produktionszahlen sind aber nicht bekannt.

## Nachkriegseinsatz
Die Typ 98 Stielhandgranate wurde auch noch nach dem Zweiten Weltkrieg in verschiedenen Konfliktzonen eingesetzt. Zuletzt wurden 2015 noch einige der Handgranaten in Lagern von Milizen im Kongo gefunden.